# 飯田恭
飯田 恭（いいだ たかし）は、日本の経済学者。慶應義塾大学経済学部教授。専門は経済史（近世ドイツ農村社会経済史）。所属学会は社会経済史学会、比較家族史学会など。

## 経歴
- 麻布高等学校卒業[1]
- 1990年 東京大学経済学部卒業
- 1993年 - 1995年 フンボルト大学歴史学研究所に留学。
- 1996年
  - 東京大学大学院経済学研究科単位取得退学（博士）
  - 東京大学大学院経済学研究科助手
- 1998年 成城大学経済学部専任講師
- 2001年 慶應義塾大学経済学部助教授（2007年より准教授）
- 2008年 同教授